# قلعه تلی جاره
قلعه تلی جاره مربوط به دوران‌های تاریخی پس از اسلام است و در شهرستان فیروز کوه، روستای گذر خانی واقع شده و این اثر در تاریخ ۱۹ اسفند ۱۳۸۰ با شمارهٔ ثبت ۴۹۱۲ به‌عنوان یکی از آثار ملی ایران به ثبت رسیده است.